# Pezodrymadusa indivisa
Pezodrymadusa indivisa är en insektsart som beskrevs av Karabag 1961. Pezodrymadusa indivisa ingår i släktet Pezodrymadusa och familjen vårtbitare. Inga underarter finns listade i Catalogue of Life.